# Liste der Baudenkmäler in Schwabhausen (Oberbayern)

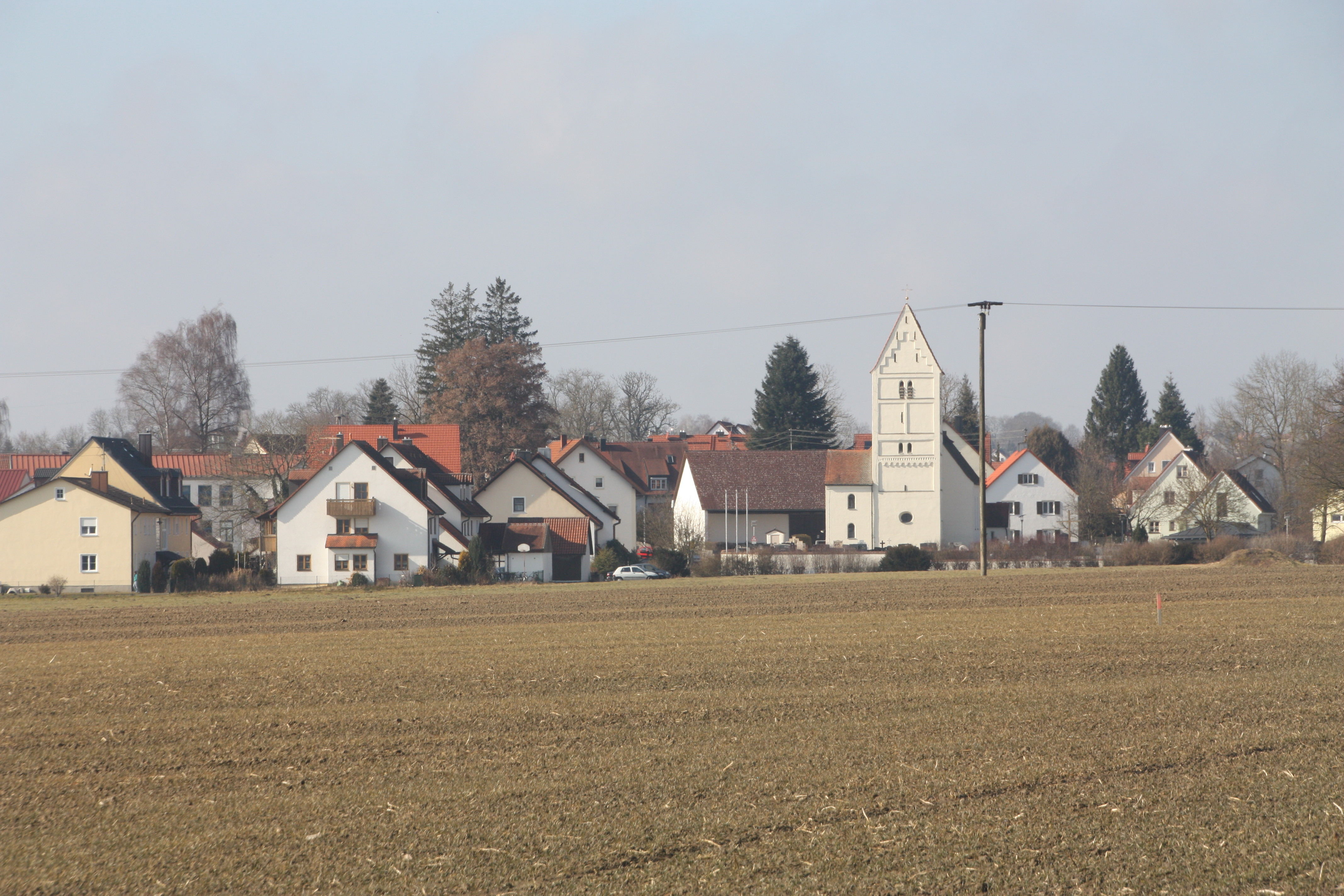
Blick auf Schwabhausen

Auf dieser Seite sind die Baudenkmäler in der oberbayerischen Gemeinde Schwabhausen zusammengestellt. Diese Tabelle ist eine Teilliste der Liste der Baudenkmäler in Bayern. Grundlage ist die Bayerische Denkmalliste, die auf Basis des Bayerischen Denkmalschutzgesetzes vom 1. Oktober 1973 erstmals erstellt wurde und seither durch das Bayerische Landesamt für Denkmalpflege geführt wird. Die folgenden Angaben ersetzen nicht die rechtsverbindliche Auskunft der Denkmalschutzbehörde.

## Baudenkmäler nach Ortsteilen

### Schwabhausen
| Lage                            | Objekt                                                            | Beschreibung | Akten-Nr.    | Bild           |
| ------------------------------- | ----------------------------------------------------------------- | --- | ------------ | -------------- |
| Arnbacher Straße 15 (Standort)  | Pfarrhaus                                                         | Zweigeschossiger Satteldachbau, 1742 ff. errichtet, später verändert.                                               | D-1-74-143-2 | weitere Bilder |
| Augsburger Straße 8 (Standort)  | Ehemaliger Gasthof                                                | Zweigeschossig mit Lisenen- und Gesimsgliederung sowie Schopfwalmdach, Mitte 18. Jahrhundert.                       | D-1-74-143-3 | weitere Bilder |
| Augsburger Straße 19 (Standort) | Gedenktafel zum Besuch Papst Pius’ VI. und Kurfürst Carl-Theodors | 1782. | D-1-74-143-6 | BW             |
| Kirchenstraße 9 (Standort)      | Katholische Pfarrkirche St. Michael                               | Romanischer Chorturm mit Satteldach, einschiffiges Langhaus 1934 nach Entwurf von Richard Steidle; mit Ausstattung. | D-1-74-143-1 | weitere Bilder |
| Münchener Straße 33 (Standort)  | Ehemalige Bahnhofswirtschaft                                      | Erdgeschossiger Bau mit Halbwalmdach und Loggia, um 1914.                                                           | D-1-74-143-7 | weitere Bilder |

### Armetshofen
| Lage                     | Objekt                    | Beschreibung                                                                  | Akten-Nr.    | Bild           |
| ------------------------ | ------------------------- | ----------------------------------------------------------------------------- | ------------ | -------------- |
| Armetshofen 1 (Standort) | Nebengebäude (Westflügel) | Eingadig mit Gred und überbauter Kapelle St. Sebastian, wohl 19. Jahrhundert. | D-1-74-143-8 | weitere Bilder |

### Arnbach
| Lage                                           | Objekt                               | Beschreibung | Akten-Nr.     | Bild                      |
| ---------------------------------------------- | ------------------------------------ | --- | ------------- | ------------------------- |
| Indersdorfer Straße 4 (Standort)               | Taubenkobel im Hof                   | Ende 19. Jahrhundert. | D-1-74-143-11 | weitere Bilder            |
| Indersdorfer Straße 5 (Standort)               | Ehemaliges Pfarrhaus                 | Stattlicher, zweigeschossiger Bau mit Gesimsgliederung und Satteldach, 1735. | D-1-74-143-12 | weitere Bilder            |
| Indersdorfer Straße 8 (Standort)               | Gasthaus                             | Zweigeschossiger Satteldachbau mit Gesimsgliederung, 1839. | D-1-74-143-14 | weitere Bilder            |
| Nähe Indersdorfer Straße (Standort)            | Katholische Pfarrkirche St. Nikolaus | Saalbau mit eingezogenem, fünfseitig geschlossenem Chor, im nördlichen Winkel Satteldachturm mit Giebelaufsätzen, 1388 errichtet, um 1730/40 umgestaltet; mit Ausstattung; Friedhofsmauer mit halbrunden Deckziegeln, 18. Jahrhundert. | D-1-74-143-10 | weitere Bilder            |
| Klosterweg 1, südlich des Schlosses (Standort) | Bildstock                            | Zweite Hälfte 19. Jahrhundert. | D-1-74-143-17 | BW                        |
| Bei Schloßstraße 1 (Standort)                  | Wegkreuz mit Arma Christi            | Zweite Hälfte 19. Jahrhundert. | D-1-74-143-18 | Wegkreuz mit Arma Christi |

### Edenholzhausen
| Lage                        | Objekt                         | Beschreibung | Akten-Nr.     | Bild           |
| --------------------------- | ------------------------------ | --- | ------------- | -------------- |
| Edenholzhausen 1 (Standort) | Katholische Kapelle St. Petrus | Saalbau mit eingezogenem, dreiseitig geschlossenem Chor und Giebelreiter, im Kern spätgotisch, wohl um 1590 erweitert, 1646 barockisiert und 1777 verändert; mit Ausstattung. | D-1-74-143-19 | weitere Bilder |

### Machtenstein
| Lage                    | Objekt                                     | Beschreibung | Akten-Nr.     | Bild           |
| ----------------------- | ------------------------------------------ | --- | ------------- | -------------- |
| Ortsstraße 5 (Standort) | Katholische Filialkirche Unsere Liebe Frau | Saalbau mit dreiseitig geschlossenem Chor, an der Ostseite Turm mit Oktogon und Zwiebelhaube, 1654 errichtet; mit Ausstattung. | D-1-74-143-20 | weitere Bilder |

### Oberroth
| Lage                                | Objekt                                     | Beschreibung | Akten-Nr.     | Bild           |
| ----------------------------------- | ------------------------------------------ | --- | ------------- | -------------- |
| Pfarrer-Schroll-Straße 7 (Standort) | Katholische Pfarrkirche St. Peter und Paul | Einschiffig mit halbrund geschlossenem Chor, darüber Turm mit Oktogon und Zwiebelhaube, Chor und Turm im Kern spätmittelalterlich, Langhaus 1686, Nebenkapelle 1699 von Hans Maurer, 1952 Verlängerung nach Westen; mit Ausstattung. | D-1-74-143-22 | weitere Bilder |

### Puchschlagen
| Lage                                            | Objekt                                              | Beschreibung | Akten-Nr.     | Bild           |
| ----------------------------------------------- | --------------------------------------------------- | --- | ------------- | -------------- |
| St-Kastulus-Straße 1 (Standort)                 | Katholische Filialkirche St. Castulus               | Einschiffig mit eingezogenem, dreiseitig geschlossenem Chor, im nördlichen Winkel Turm mit hohem Oktogon und Zwiebelhaube, im Kern spätgotisch, 1663 barockisiert, um 1729 erweitert und 1740 erneuert, Turm 1695 erhöht; mit Ausstattung. | D-1-74-143-25 | weitere Bilder |
| St-Kastulus-Straße, neben der Kirche (Standort) | Kriegerdenkmal für die Gefallenen beider Weltkriege | Obelisk auf hohem Postament, von Johann Mayer, 1920/21, 1963 von Ortsmitte transloziert. | D-1-74-143-34 | BW             |

### Rumeltshausen
| Lage                     | Objekt                                  | Beschreibung | Akten-Nr.     | Bild           |
| ------------------------ | --------------------------------------- | --- | ------------- | -------------- |
| Dorfstraße 25 (Standort) | Katholische Filialkirche St. Laurentius | Einschiffige Chorturmanlage, im Kern romanisch, 1670 und 1748 umgestaltet, 1868 nach Westen erweitert, Turmoktogon mit Zwiebelhaube 1694; mit Ausstattung. | D-1-74-143-26 | weitere Bilder |

### Sickertshofen
| Lage                          | Objekt                                     | Beschreibung | Akten-Nr.     | Bild           |
| ----------------------------- | ------------------------------------------ | --- | ------------- | -------------- |
| Sickertshofen 1; 2 (Standort) | Bauernhaus                                 | Zweigeschossig mit Satteldach, Anfang 19. Jahrhundert; Dachauer Haustafel, Mitte 19. Jahrhundert; am Stall drei Mörtelplastiken (Heiliger und zwei Kühe), Ende 19. Jahrhundert. | D-1-74-143-30 | weitere Bilder |
| Sickertshofen 6 (Standort)    | Katholische Kapelle Heilige Dreifaltigkeit | Einschiffig mit dreiseitigem Schluss, in die Westseite eingestellter Satteldachturm, spätgotisch; mit Ausstattung.                                                              | D-1-74-143-29 | weitere Bilder |

## Ehemalige Baudenkmäler
In diesem Abschnitt sind Objekte aufgeführt, die früher einmal in der Denkmalliste eingetragen waren, jetzt aber nicht mehr. Objekte, die in anderem Zusammenhang also z. B. als Teil eines Baudenkmals weiter eingetragen sind, sollen hier nicht aufgeführt werden. Aktennummern in diesem Abschnitt sind ehemalige, jetzt nicht mehr gültige Aktennummern.

| Lage                            | Objekt             | Beschreibung                               | Akten-Nr.     | Bild               |
| ------------------------------- | ------------------ | ------------------------------------------ | ------------- | ------------------ |
| Arnbach Klosterweg 1 (Standort) | Ehemaliges Schloss | jetzt Kindergarten; Walmdachbau, nach 1781 | D-1-74-143-13 | Ehemaliges Schloss |